# Корабель підтримки десанту
Корабель підтримки десанту (англ. Landing Craft, Support) — клас кораблів, які використовувалися ВМС США та  Королівським флотом під час Другої світової війни, призначені для забезпечення безпосередньої вогневої підтримки висадки морського десанту. Також застосовувались як кораблі радіолокаційного дозору.

## США
Буквеним позначенням цього класу  було LCS(L)(3), що розшифровувалось як «Landing Craft Support (Large) Mark 3». В 1949 їх було перекласифіковано у «Landing Ship Support, Large» (LSSL).

## Проектування та виробництво

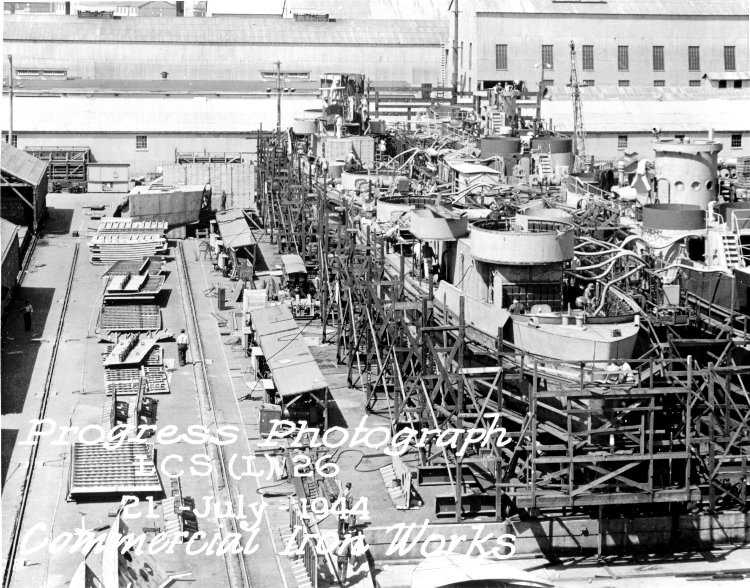
LCS(L)(3)-26, у процесі побудови, Портланд, Орегон, 21 червня 1944

Всього було побудовано 130 таких кораблів. Їх  корпус був аналогічний корпусу десантних кораблів LCI. Їх довжина була 48,31 метр, водотоннажність 250 тон.

### Озброєння
Кораблі LCS (L) (3) забезпечували більше вогневої потужності на тонну, ніж будь-який корабель, який коли-небудь будувався для ВМС США. Основними озброєннями були три гармати калібром більше 40 міліметрів і 10  установок некерованих ракет.  Зокрема на кораблі встановлювали 76 міліметрову морську зенітну гармату дві пари спарених або одноствольних 40-мм автоматичних гармат, крім того він мав ще чотири автоматичні гармати 20 мм.

## Операції

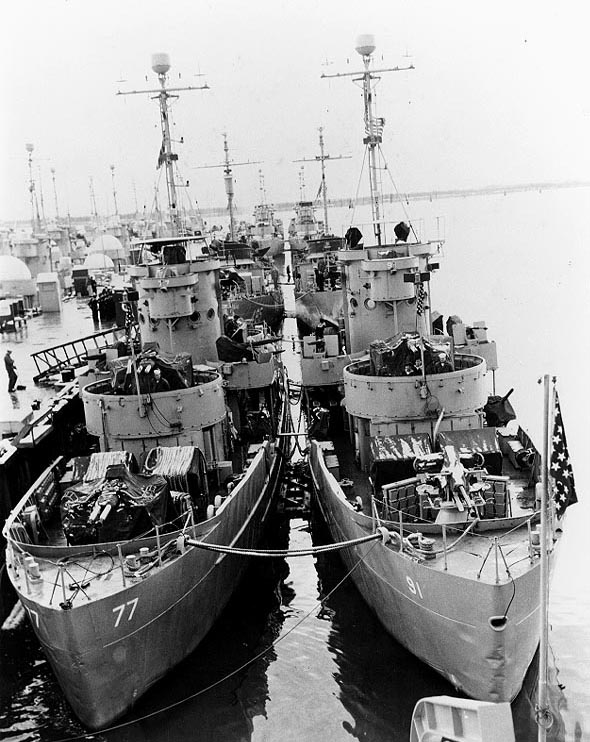
Група LSSL в очікуванні на передачу до військово-морських сил Тайваню в 1952

Битва за Тарава продемонструвала наявність проблем забезпечення вогневої підтримки десанту. Припинення артилерійської підтримки кораблів при наближенні десантників до берега дозволяло відновити вогонь непридушеним вогневим точкам. Кораблі підтримки десанту і мали заповнити цю прогалину.
Вперше такі кораблі були застосовані під час висадки на Іодзімі.
Після забезпечення вогневої підтримки під час висадки на  Окінаву багато кораблів підтримки десанту використовувались як кораблі радіолокаційного дозору, забезпечували протиповітряну оборону, встановлювали димові завіси та захищали флот від атака катерів — камікадзе.

## Після війни
Деякі кораблі підтримки десанту застосовувалися у Корейській війні. Більшість була передана союзникам США — Японії, Франції (для операцій у В'єтнамі, пізніше використовувались Південним В'єтнамом), Камбоджі, Таїланду та Греції.
Збереглось лише два корабля цього типу. Один був пізніше суттєво модифікований для використання в якості риболовецького судна. Другий використовувався ВМС Таїланду і практично не зазнав значних переробок («Nakha», колишній USS LCS(L)-102). Він був  виведений зі складу флоту, і станом на травень  2017  знаходиться у стані реставрації та функціонує як корабель музей у Каліфорнії.

## Британські кораблі підтримки десанту
Британці побудували 10 кораблів підтримки десанту з повною водотоннажністю близько 100 тон. Три з них було потоплено у боях.